# راسيل جاكسون
راسيل جاكسون هو لاعب كرة القدم الكندية كندي، ولد في 28 يوليو 1936 في هاميلتون في كندا.